# 斯坦頓島群
斯坦頓島群（英語：Stanton Group）是南極洲的島群，位於麥克羅伯特森地，處於烏特斯蒂卡爾灣東部，在1931年2月由探險隊發現，現時由南極條約體系管理。